# Medaglia di Sigismondo Pandolfo Malatesta e il Tempio Malatestiano
La medaglia di Sigismondo Pandolfo Malatesta e il Tempio Malatestiano fu realizzata in bronzo fuso da Matteo de' Pasti nel 1447 e misura 4 cm di diametro. Se ne conoscono due versioni: col busto normale (molto rara) e col busto laurato.

## Storia
Nel 1445 lavorava per la corte di Rimini Pisanello, che fece due medaglie a Sigismondo Pandolfo Malatesta e una a suo fratello Domenico Novello. Il suo collaboratore Matteo de' Pasti, veronese come lui, rimase poi alla corte malatestiana dove fece due serie di medaglie, una per Sigismondo Pandolfo e una per la sua amante Isotta degli Atti, quasi tutte datate al 1446.
Per Sigismondo si conoscono sette medaglie con verso diverso, mentre il recto ripropone fondamentalmente lo stesso ritratto, con qualche variazione, e con iscrizioni e impaginazione dell'immagine variabile. Di ciascuna di queste medaglie esistono poi fino a quattro varianti. Non è chiaro l'ordine della serie, né perché il medaglista approntasse così tante varianti, a differenza ad esempio del suo maestro Pisanello. Sicuramente Pisanello lavorò per diversi committenti e diverse corti, mentre Matteo de' Pasti fu artista residente per il signore di Rimini, quindi con maggior tempo a disposizione per accontentare modifiche e aggiustamenti.
In ogni caso la serie di Pandolfo può essere divisa in due blocchi, sulla base di una variazione nella trascrizione latina del nome del condottiero: più antiche sono le medaglie con la dizione "Simondvs", riferibili al 1446, a cui seguirono quelle con la correzione "Sismvndvs", databili al 1446-1447. Con la "O" sono la medaglia col cimiero, con lo scudo, con la Fortuna e una versione col Castello; con la "V" ("u") sono la Fortezza, il braccio con palma e le restanti versioni del Castello. Chiude la serie la medaglia del Tempio Malatestiano, del 1450.
Alcuni esemplari di questa medaglia furono ritrovati nella tomba di Sigismondo Pandolfo Malatesta.

## Descrizione

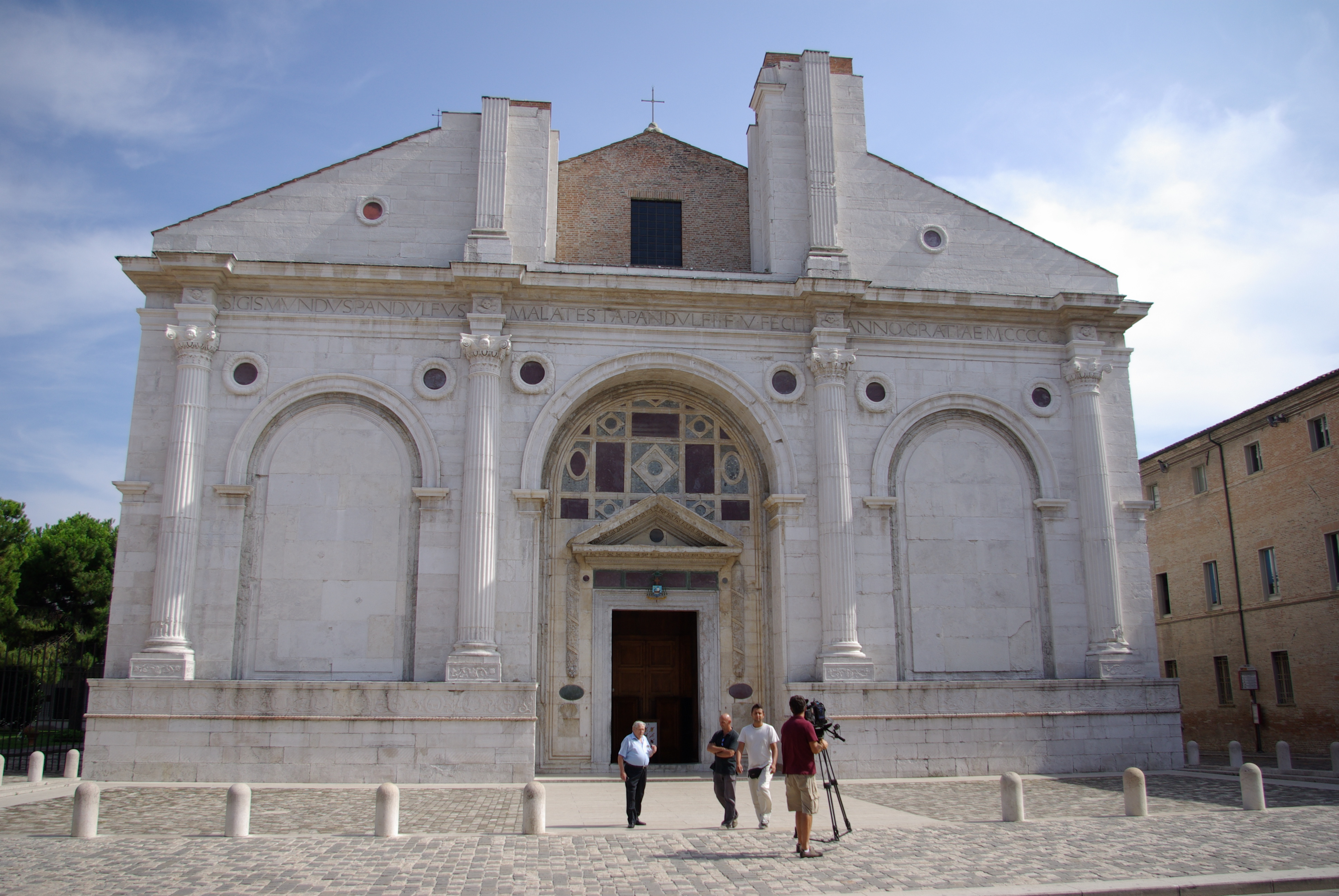
La facciata incompiuta del Tempio malatestiano

Tra le medaglie piccole della serie è sicuramente la più celebre, perché è l'unica testimonianza del progetto albertiano per il Tempio Malatestiano, in cui si vede la facciata completa e, soprattutto, la grande cupola che corona l'edificio.
Sul recto corre l'iscrizione "SIGISMONDVS PANDVLFVS MALATESTA PAN F" (Sigismondo Pandolfo Malatesta figlio di Pandolfo II) ed è particolarmente interessante la versione più diffusa, quella con la corona d'alloro. Non è chiaro perché il signore di Rimini si fece ritrarre in tale modo solo in questa medaglia, forse si tratta di un'esaltazione della propria figura dopo il trionfo ricevuto a Firenze nel 1448.
Sul retro si legge "PRAECL • ARIMINI • TEMPLVM • AN • GRATIAE • V • F • M • CCCC • L".